# 長江浄水場
長江浄水場（ながえじょうすいじょう）は、広島県尾道市にある、尾道市水道局が管理する浄水場。

## 概要
2013年現在で尾道市水道局唯一の現役浄水場であり、1925年（大正14年）尾道市水道創設時からある浄水場。敷地内の主要施設が国の登録有形文化財に選出されている。
南東方向が尾道市中心部にあたり、東側に長江通り（広島県道363号栗原長江線）、北側一帯が広島県立尾道北高等学校、尾道市立長江中学校、尾道市立栗原中学校、と文教地区になる。
なお尾道市水道局は県水道事業「広島県沼田川水道用水供給事業」の坊士浄水場を委託管理しておりそちらのほうが供給能力が高い。

## 施設

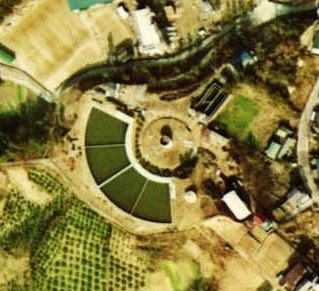
1974年。。

この浄水場の特徴は全国的にも珍しい扇型で配置されていることである。これはこの地が長江通り「槇ヶ峠」頂上を約12m（40尺）掘り下げて整備された狭小地だったためである。神戸市水道を布設計画した佐野藤次郎工学博士監修のもと元神戸市水道課長水野広之進技師が設計、創設当時から現在までその原型を留めている。
水の流れは、久山田貯水池（久山田ダム）からの原水がまず敷地内西端に位置する「着水井」に流れ込む。そこから円弧外側の地中内に配置されたパイプを伝って「ろ過池」に入り、内側に向かって流れ、中心の「配水池」へ導かれる。その裏側の給水管から市内へと供給されている。なおこの水の流れは、水野が神戸市水道課長時代に設計に絡み1917年（大正6年）竣工した上ヶ原浄水場内にある円形の緩速ろ過池および調整池（現在未使用）とほぼ同じである。
諸元
- 敷地面積：
- 標高：
- 処理方式：緩速ろ過方式[2]
- 給水量：4,500m3/日 [2]

国の登録有形文化財
以下すべて竣工当時からあるものである。尺貫法表示は竣工当時のもので、改築により現在値と違うものもある。
- 着水井[3][5][6] - 竣工当時の名称は「源水池」。鉄筋コンクリート造で天端のみ花崗岩処理。4.2m×1.2m×2.4m（竣工当時は14尺×4尺×6尺）。なお竣工当時その西隣に3尺×6尺×3尺×2槽の薬液槽があったが1槽は埋め戻されている。
- ろ過池[3][7][8] - 鉄筋コンクリート造で天端のみ花崗岩処理。4池からなり、外半径48m（160尺）、内半径24m（80尺）、中心角120度（30度×4）。竣工当時は深さ8尺で、底は煉瓦敷きだった。
- 配水池[3][9][10][11] - 鉄筋コンクリート造、ろ過池と同心円で半径14m（直径90尺）、中央の隔離壁で半円状に2分割されている。中心部の直径20尺の円井で塩素注入された後、外側に11尺間隔で設けられた円形2条の導流壁にそって蛇行するように北側の配水管に導かれる。円井の上にはアール・デコ様式の12角柱状の上屋が建っている。
- ベンチュリー上屋[3][12][13] - ろ過池側から見て、配水池（円中心）の向こう側に位置する。竣工当時「量水室」と呼ばれ、アメリカ・シンプレックス社製のベンチュリ流量計が置かれ配水量を計測していた。桁行2.6m×梁間2.6m、鉄筋コンクリート造だが木造洋風建築風に作られている。

## 歴史
尾道は古くから商業港として栄え、明治以降も備後地方の商業の中心地として栄えた。ただ良質な湧き水に乏しく海に近い所では井戸水に塩分を含まれていることから、早くから上水道布設を要望されていた。
1913年（大正2年）、尾道市は井戸を水源として上水道布設を計画したものの、候補となる井戸が見つからなかったことから中止となった。そこで貯水池を水源として布設する案が考えだされ、1920年（大正9年）佐野藤次郎工学博士を顧問とし水野広之進を主任技師に任命し布設案が作成される。1921年（大正10年）9月尾道市会で上水道布設を議決、1922年（大正11年）3月10日国から認可される。
1923年（大正12年）1月着工、1925年（大正14年）3月竣工、同年4月に通水開始した。特筆すべきは、全工事費1,392,000円のうちおよそ3/4にあたる1,035,000円（現在の価値で数億円規模）を地元出身の実業家山口玄洞が寄付したことである。その他は1,000円が国庫補助、県費補助38,000円,市費繰入金11,8000円余、雑収入金23,000円余、公債177,000円で賄われた。

## 交通
バス
- おのみちバス
  - 「長江中学校前」バス停下車
  - 「北高前」バス停下車

## 参考資料
- 中島工学博士記念事業会『日本水道史』（PDF）（原著1927年）、571-573頁。2013年4月20日閲覧。
- “尾道市地域水道ビジョン” (PDF).   尾道市水道局. 2013年4月20日閲覧。